# Douglas Ravenel

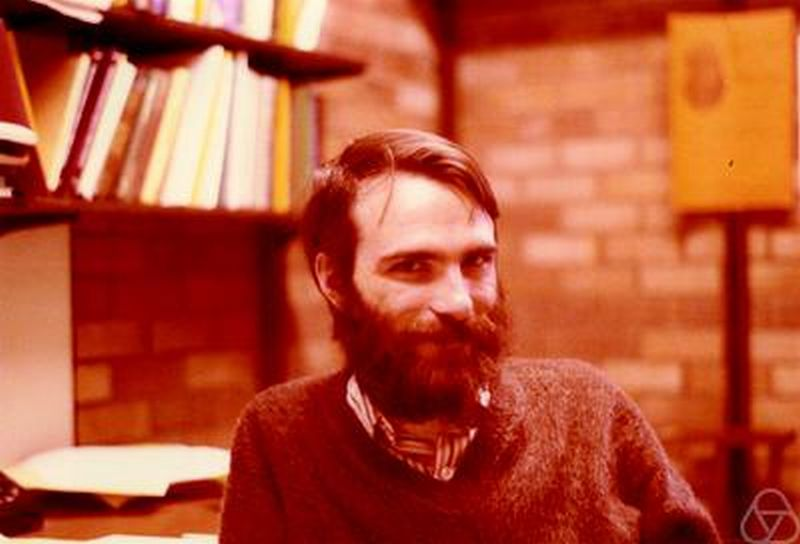
Douglas Ravenel in Seattle 1978

Douglas Conner Ravenel (* 17. Februar 1947 in Alexandria, Virginia) ist ein US-amerikanischer Mathematiker, der sich mit algebraischer Topologie beschäftigt, insbesondere mit Homotopietheorie.

## Leben
Ravenel studierte am Oberlin College (Bachelor-Abschluss 1969) und promovierte 1972 an der Brandeis University. Von 1971 bis 1973 war er Instructor am MIT und 1974/75 am Institute for Advanced Study. Ab 1973 war er Assistant Professor an der Columbia University und ab 1976 an der University of Washington in Seattle, wo er 1978 Associate Professor und 1981 Professor wurde. Ab 1988 war er Professor an der University of Rochester, ab 1999 als Fayerweather Professor. 1996 bis 2005 war er dort Vorsitzender der mathematischen Fakultät. Er war unter anderem Gastwissenschaftler am MSRI (1989), in Cambridge (Isaac Newton Institute 2002), Oxford, Harvard, Bonn, Paris und an der Johns Hopkins University. Von 1977 bis 1979 war er Sloan Research Fellow.
1978 war er Invited Speaker auf dem Internationalen Mathematikerkongress in Helsinki (Complex cobordism and its application to homotopy theory). Er ist Fellow der American Mathematical Society. 2022 wurde er mit dem Oswald-Veblen-Preis der AMS ausgezeichnet.

## Mathematisches Wirken
Ravenels Hauptarbeitsgebiet ist die stabile Homotopietheorie. Diese beschäftigt sich mit Eigenschaften von Räumen, die unter Einhängung gleich bleiben, und mit Homologietheorien. Zwei seiner wichtigsten Arbeiten in diesem Bereich sind
- mit H. R. Miller und W. S. Wilson: Periodic phenomena in the Adams-Novikov spectral sequence. In: Annals of Mathematics. 106, 1977, S. 469–516.
- Localization with respect to certain periodic homology theories. In: Amer. J. Math. 106, 1984, S. 351–414.

Im ersten Artikel geht es um eine tiefgreifende Untersuchung der stabilen Homotopiegruppen von Sphären. Im Rückgriff auf ihre früheren Arbeiten über die Brown-Peterson-Kohomologie und Morava-K-Theorie (zwei Kohomologietheorien, die eng verwandt mit komplexem Kobordismus sind) konnten die Autoren die sogenannte chromatische Spektralsequenz aufstellen, die den Anfangsterm der Adams-Novikov-Spektralsequenz berechnet und tiefgreifende periodische Phänomene in der Adams-Novikov-Spektralsequenz und damit auch in den stabilen Homotopiegruppen von Sphären entdeckt. Damit konnten sie unter anderem eine neue nicht-triviale unendliche Familie von Elementen in diesen Homotopiegruppen finden.
Die zweite genannte Arbeit weitet die oben genannten periodischen Phänomene zu einem globalen Bild der stabilen Homotopietheorie aus, das in den Ravenel-Vermutungen gipfelt. In diesem Bild kontrollieren komplexer Kobordismus und Morava-K-Theorie viele qualitative Phänomene, die vorher nur in Spezialfällen verstanden waren. Alle bis auf eine dieser Ravenel-Vermutungen konnten von Ethan Devinatz, Mike Hopkins und Jeffrey H. Smith kurze Zeit nach Erscheinen des Artikels bewiesen werden. John Frank Adams sagte anlässlich dessen:

„At one time it seemed as if homotopy theory was utterly without system; now it is almost proved that systematic effects predominate.“

Für die übriggebliebene, nicht bewiesene Teleskop-Vermutung veröffentlicht Ravenel 1990 eine Widerlegung, die sich später als fehlerhaft herausstellte. Sie ist offen.
Weitere Arbeiten beschäftigen sich unter anderem mit der Berechnung der Morava-K-Theorie von verschiedenen Klassen von Räumen. Ravenel schrieb zwei Bücher, das erste über die Berechnung der stabilen Homotopiegruppen von Sphären, insbesondere mit der Adams-Novikov-Spektralsequenz, das zweite über die Beweise der Ravenel-Vermutungen.
1986 führte er mit Peter Landweber und Robert Stong elliptische Kohomologie ein.
2009 gelang ihm mit Michael A. Hill und Michael J. Hopkins eine fast vollständige Lösung des Kervaire-Invariantenproblems (nach Michel Kervaire), welches in engem Zusammenhang mit exotischen differenzierbaren Strukturen auf Sphären steht.

## Schriften
- Complex cobordism and the stable homotopy groups of spheres. Academic Press 1986, 2. Auflage: AMS 2003. (online)
- Nilpotency and Periodicity in stable homotopy theory. In: Annals of Mathematical Studies. Princeton 1992.